# Michel Walter
Michel Walter (Haguenau, 5 de febrer del 1884 – Saverne, 29 de gener del 1947) fou un polític autonomista alsacià. Es doctorà en ciències i col·laborà al diari Elsässer Kurier. El 1911 fou candidat al Landtag d'Alsàcia-Lorena. Després de la Primera Guerra Mundial es va unir a la Unió Popular Republicana, amb el que fou elegit diputat del 1919 al 1940 pel Bloc Nacional, després per l'Entesa Republicana Democràtica, però el 1928 es presentà com a independent.
El 1932 participà en la creació dels Republicans de Centre, primer grup parlamentari veritablement autonomista, que el 1936 fou substituït pels Independents d'Acció Popular, que aplicava a la UPR i la Unió Republicana Lorenesa. Nacionalista moderat, va votar a favor de la concessió dels plens poders al mariscal Philippe Pétain el 1940. Es retirà aleshores a Perigús. Poc després s'uniria al Moviment Republicà Popular.